# Eric Frenzel

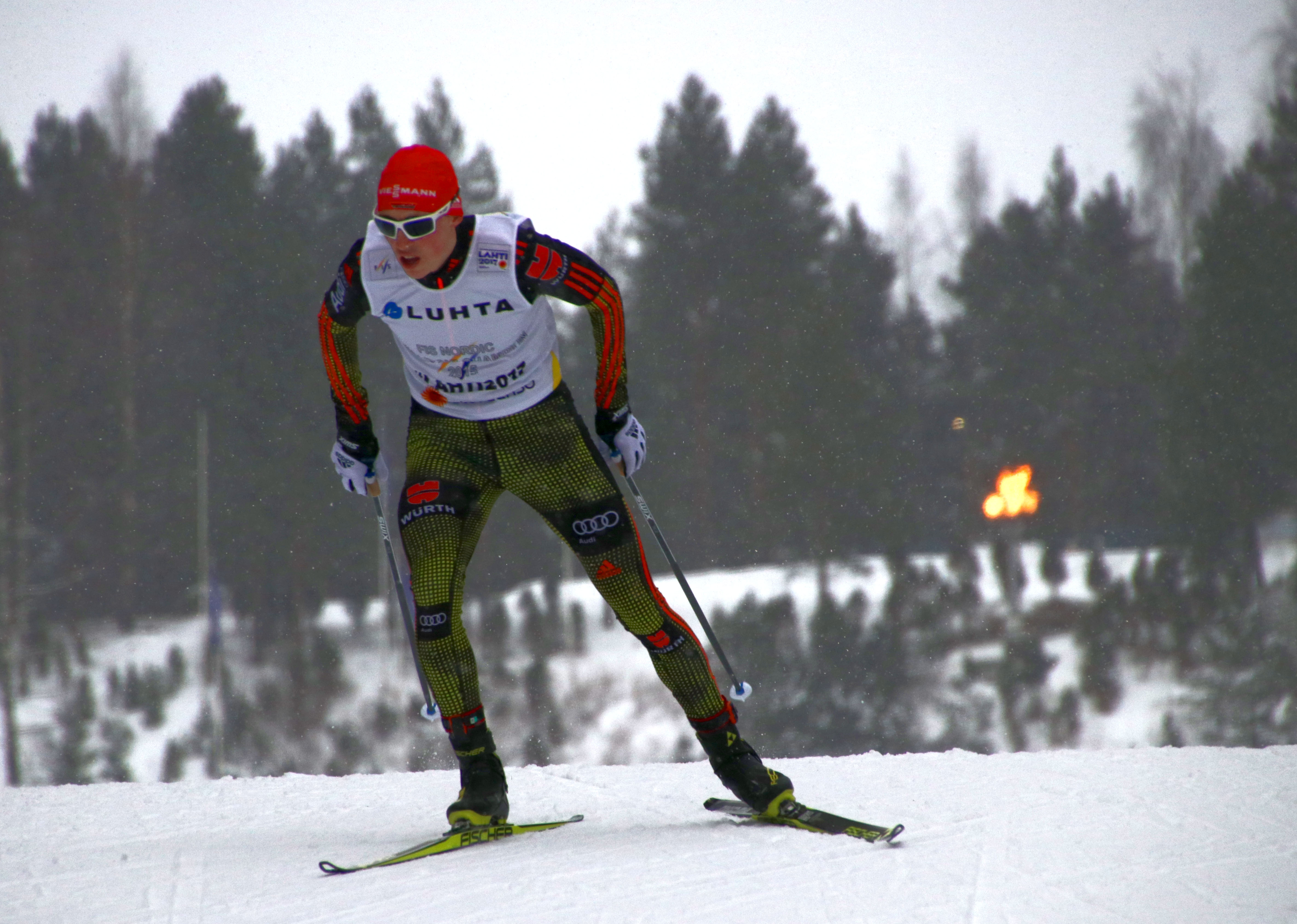
Frenzel in actie tijdens de wereldkampioenschappen noordse combinatie 2017 in Lahti.

Eric Frenzel (Annaberg-Buchholz, 21 november 1988) is een Duitse noordse combinatieskiër. Hij vertegenwoordigde zijn vaderland op de Olympische Winterspelen 2010 in Vancouver, op de Olympische Winterspelen 2014 in Sotsji en op de Olympische Winterspelen 2018 in Pyeongchang.

## Carrière
Frenzel maakte zijn wereldbekerdebuut in januari 2007 in het Italiaanse Lago di Tesero. Een maand later nam de Duitser deel aan de wereldkampioenschappen noordse combinatie 2007 in het Japanse Sapporo, op dit toernooi eindigde hij als tweeëntwintigste op de 15 kilometer Gundersen. Bij de start van het seizoen 2007/2008 behaalde Frenzel dankzij een vierde plaats in Kuusamo, Finland zijn eerste wereldbekerpunten. Twee maanden later wist hij in Klingenthal zijn eerste wereldbekerwedstrijd op zijn naam te schrijven, in het algemene wereldbekerklassement eindigde de Duitser op de zevende plaats. Op de wereldkampioenschappen noordse combinatie 2009 in het Tsjechische Liberec eindigde Frenzel als achtste op de massastart, op de grote schans eindigde hij als negenentwintigste en op de kleine schans als vierentwintigste. Samen met Ronny Ackermann, Björn Kircheisen en Tino Edelmann sleepte hij de zilveren medaille in de wacht in de teamwedstrijd. Tijdens de Olympische Winterspelen van 2010 in Vancouver eindigde hij als tiende op de normale schans en als veertigste op de grote schans. In de landenwedstrijd behaalde hij samen met Johannes Rydzek, Tino Edelmann en Björn Kircheisen de bronzen medaille.
In Oslo nam Frenzel deel aan de wereldkampioenschappen noordse combinatie 2011. Op dit toernooi werd hij wereldkampioen op de normale schans, op de grote schans sleepte hij de bronzen medaille in de wacht. Samen met Johannes Rydzek, Björn Kircheisen en Tino Edelmann legde hij, in beide landenwedstrijden, beslag op de zilveren medaille. Op de wereldkampioenschappen noordse combinatie 2013 in Val di Fiemme veroverde de Duitser de wereldtitel op de grote schans, op de normale schans eindigde hij op de vierde plaats. Op de teamsprint legde hij samen met Tino Edelmann beslag op de bronzen medaille, samen met Björn Kircheisen, Tino Edelmann en Fabian Rießle eindigde hij als zesde in de landenwedstrijd. In het seizoen 2012/2013 won hij het algemene wereldbekerklassement. Tijdens de Olympische Winterspelen van 2014 sleepte hij de gouden medaille in de wacht op de normale schans, op de grote schans eindigde hij op de tiende plaats. In de landenwedstrijd behaalde hij samen met Björn Kircheisen, Johannes Rydzek en Fabian Rießle de zilveren medaille. In het seizoen 2013/2014 won hij voor de tweede maal het wereldbekerklassement.
In Falun nam Frenzel deel aan de wereldkampioenschappen noordse combinatie 2015. Op dit toernooi eindigde hij als vierde op de normale schans en als tiende op de grote schans. In de landenwedstrijd werd hij samen met Tino Edelmann, Fabian Rießle en Johannes Rydzek wereldkampioen, op de teamsprint veroverde hij samen met Johannes Rydzek de zilveren medaille. Aan het eind van het seizoen 2014/2015 won hij voor de derde maal op rij het wereldbekerklassement. In het seizoen 2015/2016 werd de Duitser, na de Fin Hannu Manninen, de tweede man ooit die viermaal op het rij het wereldbekerklassement op zijn naam wist te schrijven. Op de wereldkampioenschappen noordse combinatie 2017 in Lahti sleepte Frenzel de zilveren medaille in de wacht op de normale schans, op de grote schans eindigde hij op de zevende plaats. In de landenwedstrijd prolongeerde hij samen met Björn Kircheisen, Fabian Rießle en Johannes Rydzek de wereldtitel, samen met Johannes Rydzek behaalde hij de wereldtitel op de teamsprint. In het seizoen 2016/2017 werd hij de eerste noordse combinatieskiër die vijfmaal op rij de eindzege in het wereldbekerklassement op zijn naam wist te schrijven. Tijdens de Olympische Winterspelen van 2018 in Pyeongchang veroverde Frenzel de gouden medaille op de normale schans en de bronzen medaille op de grote schans. Samen met Vinzenz Geiger, Fabian Rießle en Johannes Rydzek werd hij olympisch kampioen in de landenwedstrijd.
In Seefeld nam de Duitser deel aan de wereldkampioenschappen noordse combinatie 2019. Op dit toernooi behaalde hij de wereldtitel op de grote schans, op de normale schans eindigde hij op de zestiende plaats. Op de teamsprint werd hij samen met Fabian Rießle wereldkampioen, samen met Johannes Rydzek, Fabian Rießle en Vinzenz Geiger sleepte hij de zilveren medaille in de wacht in de landenwedstrijd. Op de wereldkampioenschappen noordse combinatie 2021 in Oberstdorf eindigde hij als vierde op zowel de gundersen normale schans als de gundersen grote schans. In de landenwedstrijd legde hij samen met Terence Weber, Fabian Rießle en Vinzenz Geiger beslag op de zilveren medaille, samen met Fabian Rießle veroverde hij de bronzen medaille op de teamsprint.

## Resultaten

### Olympische Winterspelen
| Jaar | Plaats      | Resultaten                                 |
| ---- | ----------- | ------------------------------------------ |
| 2010 | Vancouver   | 10e Gundersen NH · 40e Gundersen LH · Team |
| 2014 | Sotsji      | Gundersen NH · 10e Gundersen LH · Team     |
| 2018 | Pyeongchang | Gundersen NH · Gundersen LH · Team         |
| 2022 | Peking      | Team                                       |

### Wereldkampioenschappen
| Jaar | Plaats        | Resultaten                                                 |
| ---- | ------------- | ---------------------------------------------------------- |
| 2007 | Sapporo       | 22e 15 km Gundersen                                        |
| 2009 | Liberec       | 8e Massastart · 29e Gundersen LH · 34e Gundersen NH · Team |
| 2011 | Oslo          | Gundersen NH · Gundersen LH · Team NH · Team LH            |
| 2013 | Val di Fiemme | 4e Gundersen NH · Gundersen LH · 6e Team · Teamsprint      |
| 2015 | Falun         | 4e Gundersen NH · 10e Gundersen LH · Team · Teamsprint     |
| 2017 | Lahti         | Gundersen NH · 7e Gundersen LH · Team · Teamsprint         |
| 2019 | Seefeld       | 16e Gundersen NH · Gundersen LH · Team · Teamsprint        |
| 2021 | Oberstdorf    | 4e Gundersen NH · 4e Gundersen LH · Team · Teamsprint      |
| 2023 | Planica       | 10e Gundersen NH · Team                                    |

### Wereldkampioenschappen junioren
| Jaar | Plaats   | Resultaten                                                                         |
| ---- | -------- | ---------------------------------------------------------------------------------- |
| 2006 | Kranj    | 19e individuele gundersen (HS109 + 10 km)                                          |
| 2007 | Tarvisio | 8e individuele gundersen (HS109 + 10 km) · sprint (HS109 + 5 km) · landenwedstrijd |

### Wereldbeker
Eindklasseringen
| Seizoen   | Plaats |
| --------- | ------ |
| 2007/2008 | 7e     |
| 2008/2009 | 11e    |
| 2009/2010 | 4e     |
| 2010/2011 | 4e     |
| 2011/2012 | 6e     |
| 2012/2013 | Goud   |
| 2013/2014 | Goud   |
| 2014/2015 | Goud   |
| 2015/2016 | Goud   |
| 2016/2017 | Goud   |
| 2017/2018 | 8e     |
| 2018/2019 | 12e    |
| 2019/2020 | 7e     |
| 2020/2021 | 5e     |

Wereldbekerzeges
| Datum            | Plaats      | Onderdeel    |
| ---------------- | ----------- | ------------ |
| 20 januari 2008  | Klingenthal | Massastart   |
| 30 januari 2010  | Seefeld     | Gundersen NH |
| 4 december 2011  | Lillehammer | Penaltyrace  |
| 19 januari 2013  | Seefeld     | Gundersen NH |
| 20 januari 2013  | Seefeld     | Gundersen NH |
| 26 januari 2013  | Klingenthal | Gundersen LH |
| 27 januari 2013  | Klingenthal | Penaltyrace  |
| 8 maart 2013     | Lahti       | Gundersen LH |
| 15 maart 2013    | Oslo        | Gundersen LH |
| 30 november 2013 | Kuusamo     | Gundersen LH |
| 8 december 2013  | Lillehammer | Gundersen LH |
| 15 december 2013 | Ramsau      | Gundersen NH |
| 17 januari 2014  | Seefeld     | Gundersen NH |
| 18 januari 2014  | Seefeld     | Gundersen NH |
| 19 januari 2014  | Seefeld     | Gundersen NH |
| 26 januari 2014  | Oberstdorf  | Gundersen LH |
| 6 december 2014  | Lillehammer | Gundersen LH |
| 10 januari 2015  | Chaux-Neuve | Gundersen NH |
| 16 januari 2015  | Seefeld     | Gundersen NH |
| 17 januari 2015  | Seefeld     | Gundersen NH |
| 18 januari 2015  | Seefeld     | Gundersen NH |
| 23 januari 2015  | Sapporo     | Gundersen LH |
| 24 januari 2015  | Sapporo     | Gundersen LH |
| 20 december 2015 | Ramsau      | Gundersen NH |
| 23 januari 2016  | Chaux-Neuve | Gundersen NH |
| 29 januari 2016  | Seefeld     | Gundersen NH |
| 30 januari 2016  | Seefeld     | Gundersen NH |
| 31 januari 2016  | Seefeld     | Gundersen NH |
| 10 februari 2016 | Trondheim   | Gundersen LH |
| 19 februari 2016 | Lahti       | Gundersen LH |
| 5 maart 2016     | Schonach    | Gundersen NH |
| 3 december 2016  | Lillehammer | Gundersen NH |
| 4 december 2016  | Lillehammer | Gundersen LH |
| 18 december 2016 | Ramsau      | Gundersen NH |
| 7 januari 2017   | Lahti       | Gundersen LH |
| 29 januari 2017  | Seefeld     | Gundersen NH |
| 15 maart 2017    | Trondheim   | Gundersen LH |
| 18 maart 2017    | Schonach    | Gundersen NH |
| 19 maart 2017    | Schonach    | Gundersen NH |
| 16 december 2017 | Ramsau      | Gundersen NH |
| 13 maart 2018    | Trondheim   | Gundersen LH |